# Emiliano Zapata (Baja California)
Emiliano Zapata es una localidad del estado mexicano de Baja California. Es parte del municipio de San Quintín.

## Toponimia
El nombre de la localidad hace referencia al prócer de la revolución mexicana, Emiliano Zapata.

## Demografía
| Gráfica de evolución demográfica |
|                                  |

| Censo | Población |
| ----- | --------- |
| 1990  | 1 444     |
| 1995  | 3 192     |
| 2000  | 3 495     |
| 2005  | 4 682     |
| 2010  | 5 756     |
| 2020  | 9 636     |